# Ingerophrynus kumquat
Ingerophrynus kumquat är en groddjursart som först beskrevs av Das och Lim 200.  Ingerophrynus kumquat ingår i släktet Ingerophrynus och familjen paddor. IUCN kategoriserar arten globalt som starkt hotad. Inga underarter finns listade i Catalogue of Life.